# Exit ghost
Exit ghost is een studioalbum van Paul Haslinger. Het bevat opnamen die gemaakt zijn in Berlijn, Los Angeles en Kremsmünster. Haslinger liet zich inspireren door Exit ghost van Philip Roth en The Magus van John Fowles. Tevens vermeldt de binnenhoes een citaat van Harry Kunzru, die Guglielmo Marconi aanhaalt. Die laatste was van mening dat eenmaal afgegeven radiosignalen wel steeds zwakker werden, maar nooit meer verloren gingen, ze werden alleen overstemd door nieuw afgegeven signalen. De muziek werd omschreven als neo-klassieke muziek. Haslinger komt op het album voornamelijk naar voren als klassiek pianist binnen muziek die voor films geschreven had kunnen zijn; hij kwam slechts ten dele los van zijn reputatie binnen Tangerine Dream. Thema van het album, muziek op de rand van wakker zijn en slapen; bekend tegenover vreemd en ontastbaar; soms aangeduid als dromerige muziekschilderijen.

## Musici
- Paul Haslinger  - piano met
- Charlie Campagna – gitaar, basgitaar, cello
- Carrie Dennis – viool, altviool
- Martin Tichy – viool
- Steve Tavaglione – EWI

## Muziek
| Nr. | Titel                         | Duur |
| --- | ----------------------------- | ---- |
| 1.  | The faltering sky (Haslinger) | 3:47 |
| 2.  | Intrinsic (Haslinger)         | 3:16 |
| 3.  | Room 3 (Haslinger)            | 3:30 |
| 4.  | Exit ghost (Haslinger)        | 2:00 |
| 5.  | Valse I (Haslinger)           | 3:26 |
| 6.  | August 2-22 (Haslinger)       | 3:12 |
| 7.  | Shuiyeh (Haslinger)           | 3;36 |
| 8.  | Berlin 86-11 (Haslinger)      | 3:22 |
| 9.  | White sun (Haslinger)         | 3:51 |
| 10. | Undertow (Haslinger)          | 2:52 |
| 11. | Mayerling (Haslinger)         | 2:08 |
| 12. | Ferndell (Haslinger)          | 5:28 |
| 13. | Alcina (Haslinger)            | 7:55 |

In Berlin 86-11 staat 86 voor 1986, Haslingers eerste opnamen; 11 voor een nieuw begin na filmmuziek voor The three musketeers.